# Guerra hispano-portuguesa (1776–1777)
A Guerra Hispano-Portuguesa, também conhecida como Guerra da Restauração do Rio Grande e Segunda Expedição de Cevallos ao Rio Grande, foi uma série de conflitos entre as forças portuguesas e espanholas, na Banda Oriental, a partir de 1774, que acabaram evoluindo para uma guerra entre os anos 1776 e 1777. É chamada de "guerra não declarada", pois nunca houve uma declaração de guerra formal entre os dois países. 
Essa guerra teve como resultado a retomada do Rio Grande do Sul pelos portugueses e a conquista definitiva da Colônia do Sacramento pelos espanhóis.

## Antecedentes
Na guerra anterior entre os dois países (Guerra Hispano-Portuguesa de 1762–1763), a Espanha conquistou a Colônia do Sacramento, o Forte de São Miguel, a Fortaleza de Santa Teresa e a cidade de Rio Grande de São Pedro. Rio Grande foi conquistada em 12 de maio de 1763, pelo governador de Buenos Aires, Pedro de Cevallos, e os portugueses retiraram-se para São José do Norte, na margem oposta do Rio Grande, que, logo depois, também foi ocupada por Cevallos. Os colonos portugueses que não fugiram para Porto dos Casais (atual Porto Alegre), foram transferidos por Cevallos para Maldonado, dando origem ao povoado de San Carlos. 

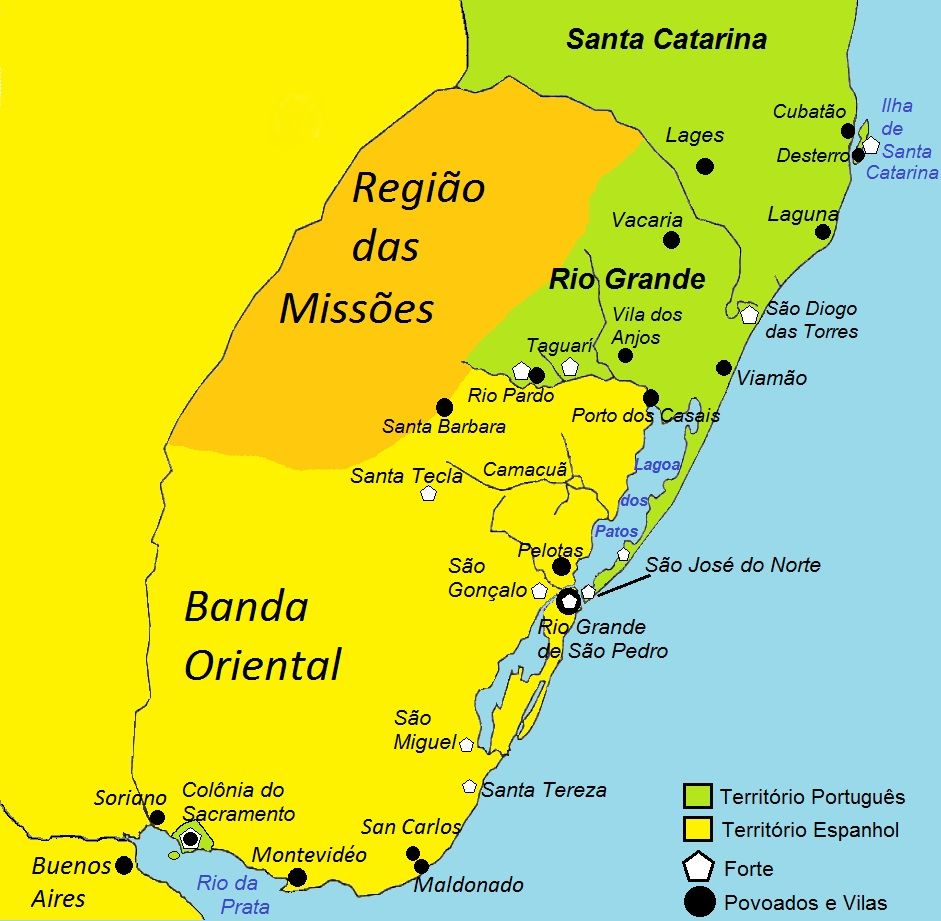
Territórios portugueses e espanhóis em 1775.

Em 27 de dezembro de 1763, a Colônia do Sacramento e a ilha de São Gabriel voltaram às mãos dos portugueses através do Tratado de Paris, mas São Miguel, Santa Teresa e Rio Grande de São Pedro permaneceram nas mãos dos espanhóis, aumentando a frustração dos portugueses. A ocupação espanhola durou 14 anos (1763–1777), mas não conseguiu se consolidar na margem leste da Lagoa dos Patos, de modo que a resistência em Rio Pardo e Viamão, para onde foi transferida a capital, continuou firme até que o inimigo foi finalmente expulso.

### Expedição de Vertiz
Em maio de 1767 cerca de 500 soldados portugueses sob o comando do Coronel Figueiredo atacaram São José do Norte, que foi abandonada em junho pelo destacamento espanhol que a defendia. Eles também apreenderam um posto avançado no rio Camacuã. A partir de então os ataques portugueses se tornam constantes.
Depois de reclamar sem sucesso, o governador de Buenos Aires, Juan José de Vértiz e Salcedo, saiu de Montevidéu, no final de 1773, com um exercito de 1014 homens, com destino a Cuchilla Grande. Suas tropas eram compostas pelas seguintes unidades: 
- Regimento de Infantaria de Buenos Aires e Assembleia de Infantaria (344 homens)
- Regimento de Dragões de Buenos Aires (160 homens)
- Montagem de cavalaria (25 homens)
- Assembléia de Dragões (25 homens)
- Companhia de Artilharia (20 homens)
- Blandengues de Santa Fé e Cavalaria Milícias (200 homens)
- Milícias de cavalaria de Corrientes (240 homens)

Ao chegar aos contrafortes da Serra Geral no início de 1774, mandou construir o Forte de Santa Tecla para evitar que os portugueses continuassem a pastorear o gado da região. A fortificação foi construída pelo engenheiro Bernardo Lecocq e destinada a uma guarnição de 50 homens da tropa veterana comandada pelo capitão Luis Ramírez. Lecocq também reforçou as fortificações do Forte São Miguel e da Fortaleza de Santa Teresa em 1775.
Vértiz marchou então para sitiar o forte de Rio Pardo, defendido pelo Coronel Figueiredo e 400 homens do Regimento de Dragões do Rio Pardo. Em 2 de janeiro de 1774, os portugueses de Rio Pardo, sob o comando de Rafael Pinto Bandeira, usando uma tática de guerrilha para impedir o avanço de 600 soldados espanhóis que iam se encontrar com Vértiz, atacaram o Forte de Santa Bárbara, dispersando 400 missionários indígenas e fez prisioneiro o Capitão Antonio Gómez de Velasco com 80 soldados, 1200 cavalos, 300 mulas, 100 bois, munições e o plano completo de invasão do governador Vértiz. No entanto, Vértiz conseguiu ocupar a Guarda Piquirí, derrotando o capitão Miguel Pedroso. Em 14 de janeiro de 1774, ocorreu o Combate de Tabatingaí, quando as forças reunidas de Rafael Pinto Bandeira, Cipriano Cardozo e o Capitão José Carneiro da Fontoura, emboscaram e derrotaram as forças espanholas. Essa derrota precipitou a retirada de Vertiz para a cidade de Rio Grande e depois mais para o sul.
Em 10 de novembro de 1774, chegou a Montevidéu uma frota vinda da Espanha, sob o comando do capitão Martín Lastarría, levando como reforço os dois batalhões do Regimento de Infantaria da Galiza. A frota era composta pelo navio Santo Domingo, as fragatas Nuestra Señora de la Asunción, Santa María Magdalena e Santa Rosalía e as urcas Santa Florentina e Anónima. Logo que chegou ao Rio da Prata, essa frota foi reforçar o bloqueio da Colônia do Sacramento.

## O ataque português

### Preparativos
A invasão de Vertyz logo repercutiu em Portugal. O Marquês de Pombal, primeiro-ministro do rei D. José I, decidiu em relação ao Rio Grande: 
- Concentrar, na área, o Exército do Sul, ao comando do Tenente-General Henrique Böhn. Este, desde outubro de 1767 no Brasil, como Inspetor-Geral do Exército Colonial, com a missão de organizá-lo e adestrá-lo, segundo a doutrina do Conde de Lippe, que teve idêntica tarefa no Exército da Metrópole.

- Determinar a Böhn: estudar o terreno no Rio Grande; ocupá-lo vantajosamente e manter a paz, se possível. “ Do contrário, atacar sem descanso, até não existir um castelhano no Rio Grande.”

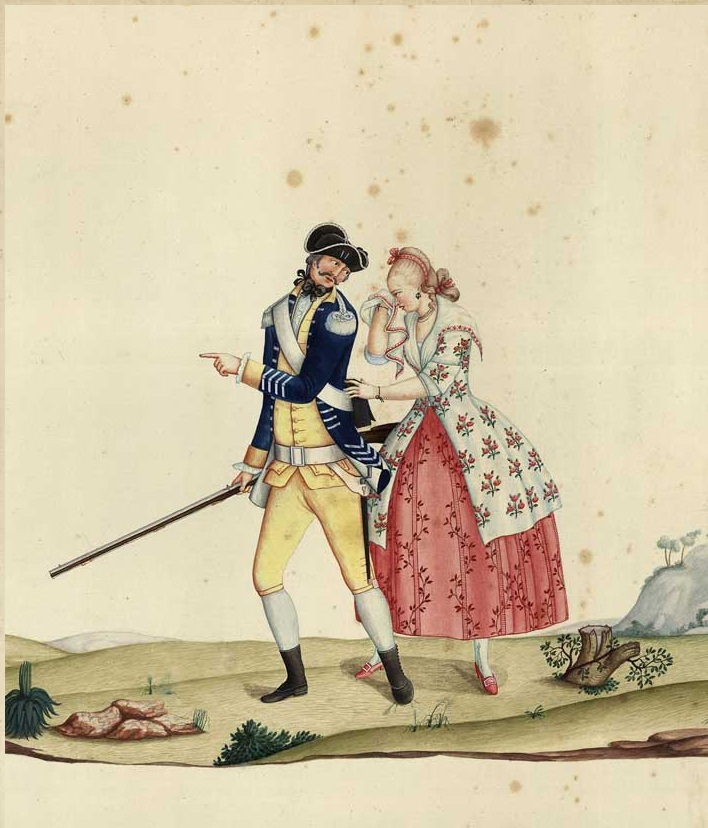
Soldado do Regimento de Moura, de partida para o sul, se despede de moça que chora. Obra de Carlos Julião.

A Concentração teve início ao final de 1774, com o desembarque, em Laguna, de tropas provenientes do Rio de Janeiro. Dali marcharam, por terra, pelo litoral, até São José do Norte. O Rio de Janeiro contribuiu com 135 artilheiros, o Regimento de Infantaria e com uma das duas companhias do Esquadrão de Guarda do Vice-Rei. Portugal contribuiu com os Regimentos de Bragança, Moura e Estremoz.
O Rio Grande, além dos Dragões de Rio Pardo, Cavalaria Ligeira e Caçadores Índios, participou com um Batalhão de Infantaria e Companhia de Artilharia, distribuída em Rio Pardo e São José do Norte. Uma Companhia de Infantaria de Santa Catarina guarneceu Porto Alegre.
Ao plano militar foram destinados todos os rendimentos das provedorias de São Paulo e Rio de Janeiro, subsídio voluntário e literário de Angola, 200 000 cruzados anuais (o equivalente ao soldo de dois regimentos enviados da Bahia). Direta ou indiretamente, participaram, com tropas e recursos, do esforço de guerra da reconquista do Rio Grande: Rio de Janeiro, São Paulo, Minas Gerais, Bahia, Pernambuco, Paraná, Santa Catarina, Angola e Portugal.
Os portugueses contavam, ainda, com duas esquadras navais: a primeira, comandada por Robert MacDouall (Irlandês a serviço de Portugal), composta por 9 embarcações e a segunda, comandada por Jorge Hardcastle (Britânico a serviço de Portugal), composta por 6 embarcações.
O esforço ofensivo deveria ser conduzido sobre três pontos fortes:
- Forte São Martinho, por barrar o acesso português às Missões e ameaçar o flanco de Rio Pardo;
- Forte Santa Tecla, por barrar o acesso português às campanhas de Maldonado, Montevidéu e Colônia, ameaçar Rio Pardo e possibilitar intercâmbio de reforços com as Missões;
- Vila de Rio Grande, por barrar o acesso português ao Sul, pelo litoral, e base de partida, para ataques sobre Porto Alegre e Laguna.

Böhn escolheu como posição mais vantajosa e principal São José do Norte, cujo comando passou a exercer pessoalmente.

### O ataque
Em 31 de outubro de 1775, o Forte São Martinho foi conquistado de surpresa e arrasado por 205 Dragões e guerrilheiros do Rio Pardo, ao comando de Rafael Pinto Bandeira.

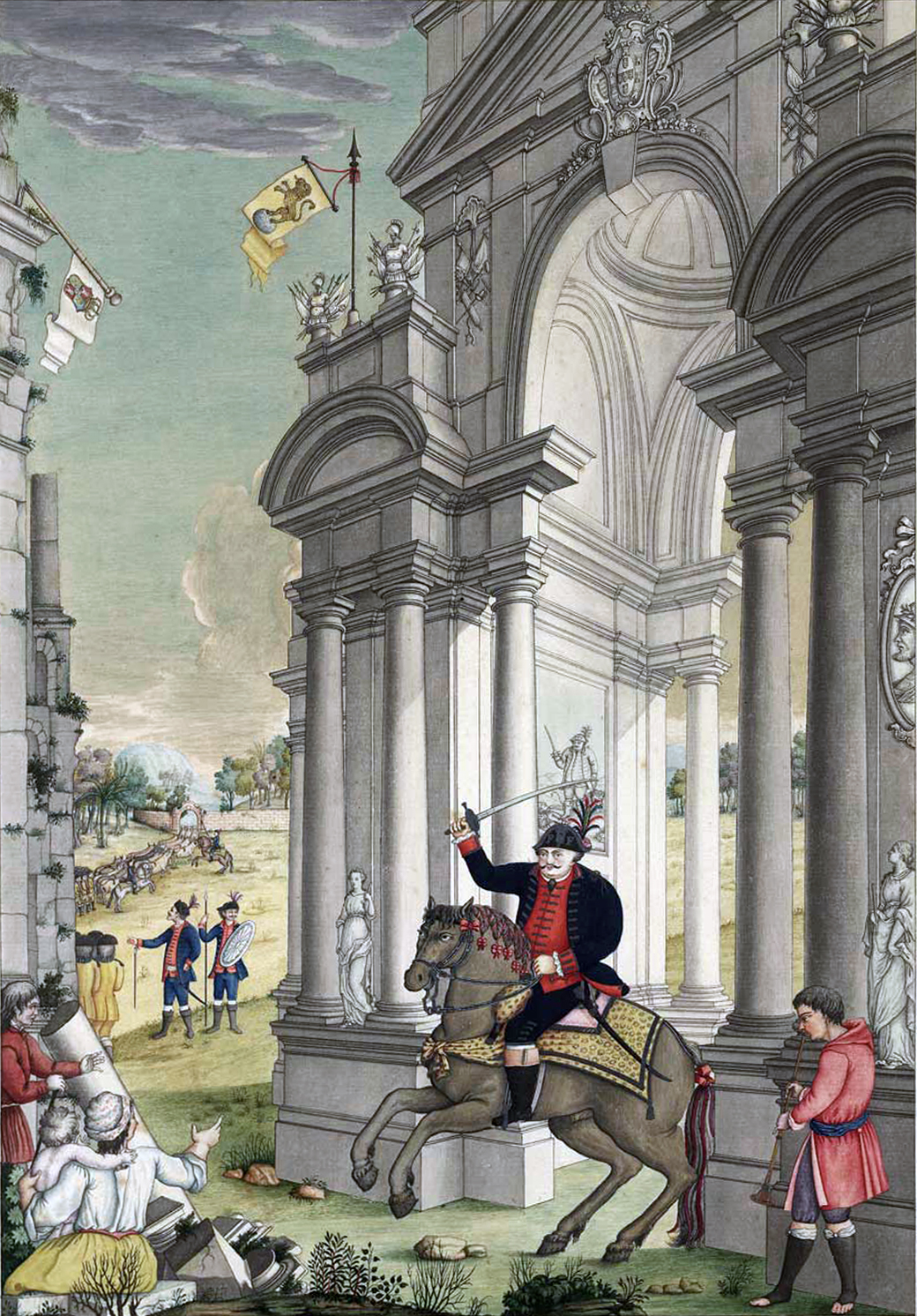
Tomada do Forte de Santa Tecla por Rafael Pinto Bandeira. 1776.
No quadro pode-se ver a bandeira do regimento português asteada sobre o forte, enquanto que do outro lado se vê a bandeira espanhola tombada.

O conflito se transformou em guerra aberta quando, em fevereiro de 1776, falhou a tentativa do Capitão MacDouall de destruir, com sua esquadrilha naval de nove unidades, a esquadrilha espanhola de sete embarcações que defendia a Vila de Rio Grande, para criar condições favoráveis ao assalto desta praça pelo Exército do Sul. A falha de MacDouall, após 5 horas de combate, é assim explicada: 
- faltou-lhe rapidez para abordar os barcos espanhóis e anular o ataque de 3 fortes inimigos, nos quais eles se apoiaram;
- haver adotado uma tática de combate, como se estivesse em alto mar, não indo contra a correnteza do canal e a das marés;
- não ter sido socorrido pela esquadrilha de Hardcastle, impossibilitada de intervir por ventos contrários;
- disputa do comando do barco pernambucano Graça, em pleno combate, vago por morte de seu comandante em ação.

Apesar da perda de 3 embarcações e de 45 baixas contra 39 espanholas, as duas quadrilhas reuniram-se. Böhn passou a contar, então, com 12 embarcações: as fragatas Graça (de Pernambuco) e Glória, as corvetas Vitória, Invencível, Belona, Penha e a sumaca Sacramento e mais 5 embarcações menores, que seriam decisivas para a vitória final, junto com 13 jangadas construídas no local, com madeira e gente de Pernambuco.
O passo seguinte seria Santa Tecla, próxima a Bagé. Defendida por 250 homens apoiados em 8 canhões de 30 libras, com destacamento de segurança externa, água e charque para resistir a cerco prolongado. Seu valor militar foi subestimado pelo Vice-Rei e pelo General Böhn. Atacada por Rafael Pinto Bandeira, Santa Tecla foi submetida a cerco durante 26 dias. Em 25 de março rendeu-se sob condições. Em 26, seus defensores a evacuaram pelo portão dos fundos, rumo a Montevidéu. Faltava, agora, a reconquista da Vila de Rio Grande. 
O ataque à Vila de Rio Grande foi marcado para as 3 horas da madrugada do dia 1 de abril de 1776, dia seguinte ao aniversário da rainha Mariana Vitória, festejado ruidosamente com salvas de tiros e embandeiramentos pelo Exército do Sul e Esquadrilha Naval. Tudo para iludir os espanhóis em Rio grande.

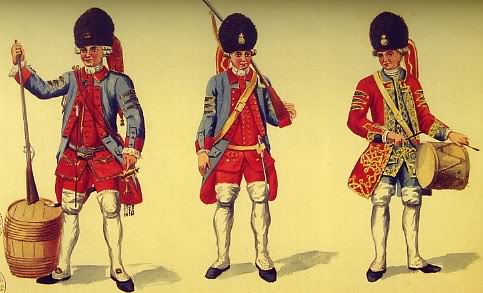
Soldados granadeiros portugueses.

Rio Grande estava defendida pelos fortes: da Barra, Mosquito, Novo, Trindade, Mangueira, Ladino, da Vila e do Arroio e por uma esquadrilha naval de 8 unidades. Na primeira fase do ataque: às 3 horas da madrugada, dois destacamentos saíram de São José do Norte com a missão de conquistar os fortes espanhóis do Mosquito e Trindade. O primeiro destacamento ficou a cargo do Major Soares Coimbra, que contava com 200 granadeiros do 1º regimento do Rio de Janeiro e o regimento de Estremoz. Usando lanchas, barcos mercantes e jangadas desembarcou sem que houvesse reação dos espanhóis. As 04:30 horas, já havia conquistado o Forte do Mosquito. Na luta, os espanhóis tiveram 7 baixas.  
O Segundo Destacamento, sob o comando do Major Manoel Carneiro, com 200 granadeiros dos regimentos de Bragança e de Moura, teve a seu cargo o ataque principal. Este foi guiado pelo Tenente Manuel Marques de Souza, Ajudante de Ordens do General Böhn e, mais tarde, padrinho do Marquês de Tamandaré e avô do Conde de Porto Alegre. Sua missão: Ultrapassar à noite, sem ser percebido, a esquadrilha inimiga, ancorada junto aos fortes Trindade e Mangueira. Depois de os conquistar, ao amanhecer, tinha que voltar os canhões dos fortes contra os navios inimigos. Este destacamento partiu rumo ao ataque, mas, ao se aproximar da praia, foram avistados pelo barco inimigo Santa Mathilde, que abriu fogo contra eles. Isso os obrigou  a ter que desembarcar com água pela cintura, espada presa aos dentes e bolsa de granadas na cabeça.   
Na segunda fase do ataque o forte da Trindade foi conquistado com auxílio dos canhões do Mosquito. Ao amanhecer, o General Böhn já havia conquistado 3 fortes.  
Entre às 6 e 9 horas da manhã, os atacantes, utilizaram os canhões dos fortes conquistados para bombardear a esquadra inimiga, que pega de surpresa, levantou ancora e rumou na direção da barra à procura de melhores ventos. As 8 horas, ela manobrou perigosamente para escapar dos disparos do forte de São Pedro da Barra. Perdendo três embarcações que ficaram encalhadas. A esquadrilha de Hardcastle bombardeou, então, os fortes do Ladino e Novo. O primeiro cedeu à pressão. O segundo ofereceu heroica resistência contra a agressiva e brava corveta pernambucana Graça.  

Ao anoitecer, a esquadra inimiga, bombardeada pelos fortes e pela frota de Hardecastie, partiu para o sul com as 3 embarcações que lhe sobraram, das 8 que possuía. A Vila de Rio Grande se rendeu na noite do mesmo dia, sendo ocupada, pelas tropas do General Böhn, na manhã do dia seguinte.

Soldados dos regimentos de Bragança, Moura, Estremoz e Rio de Janeiro.
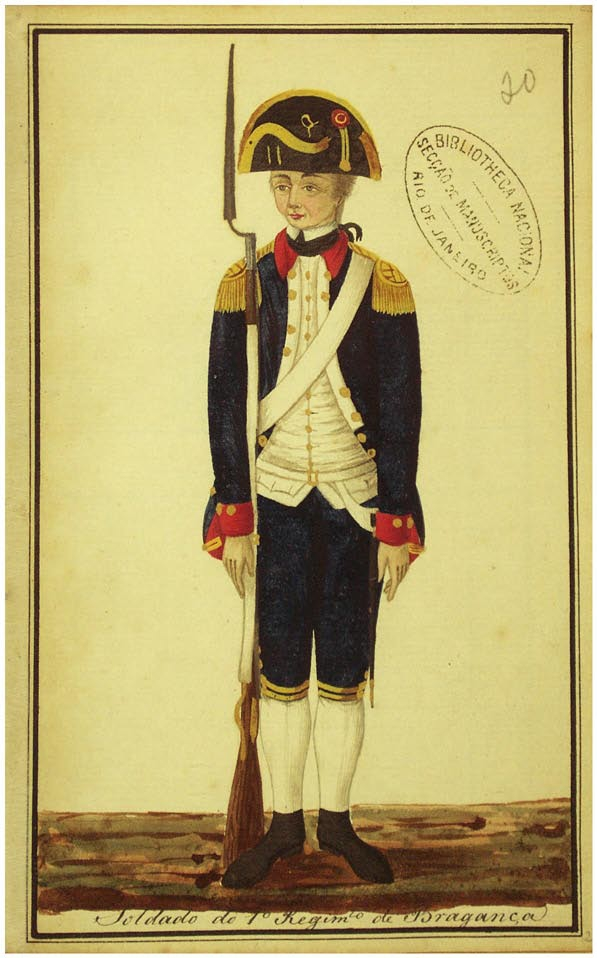
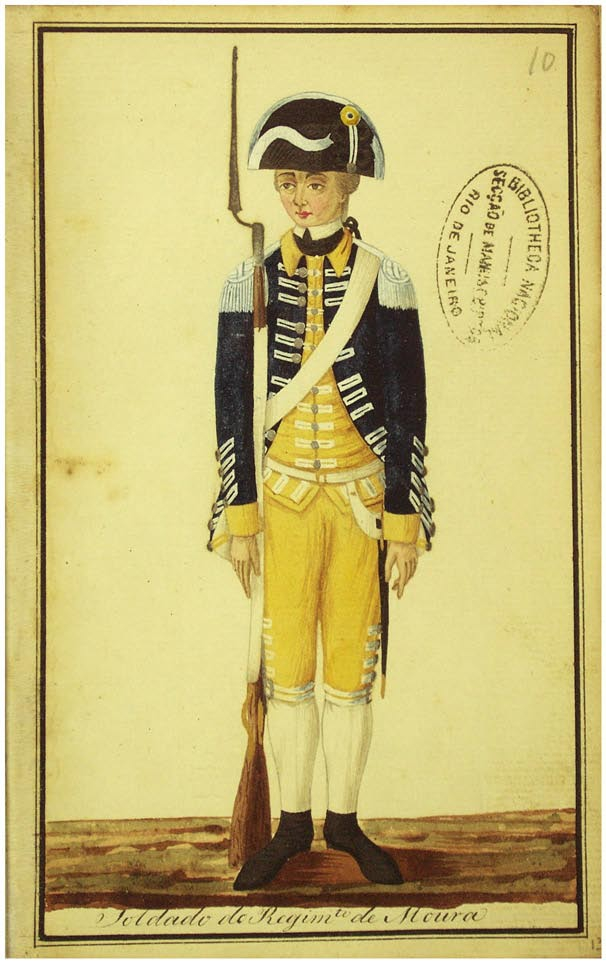
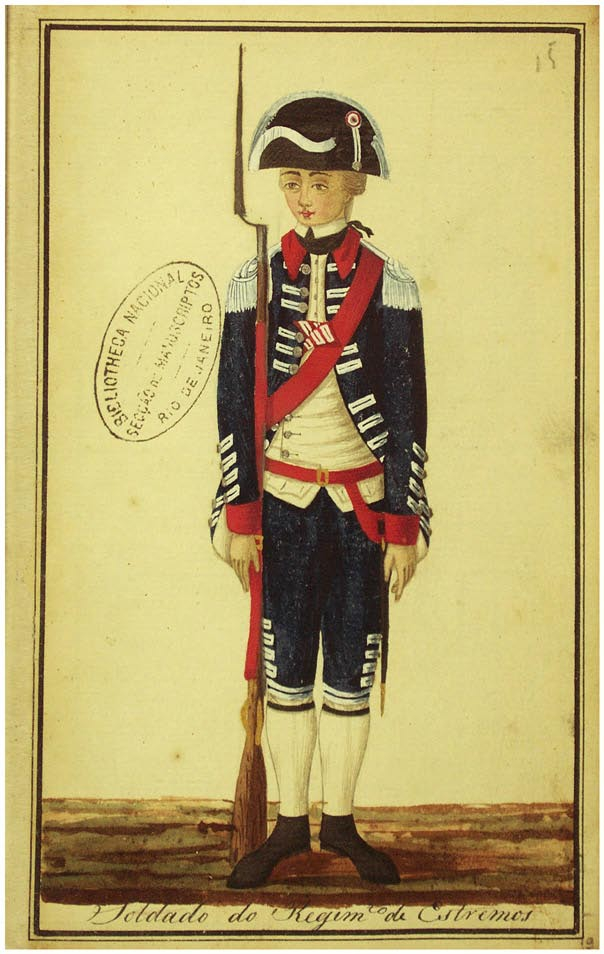
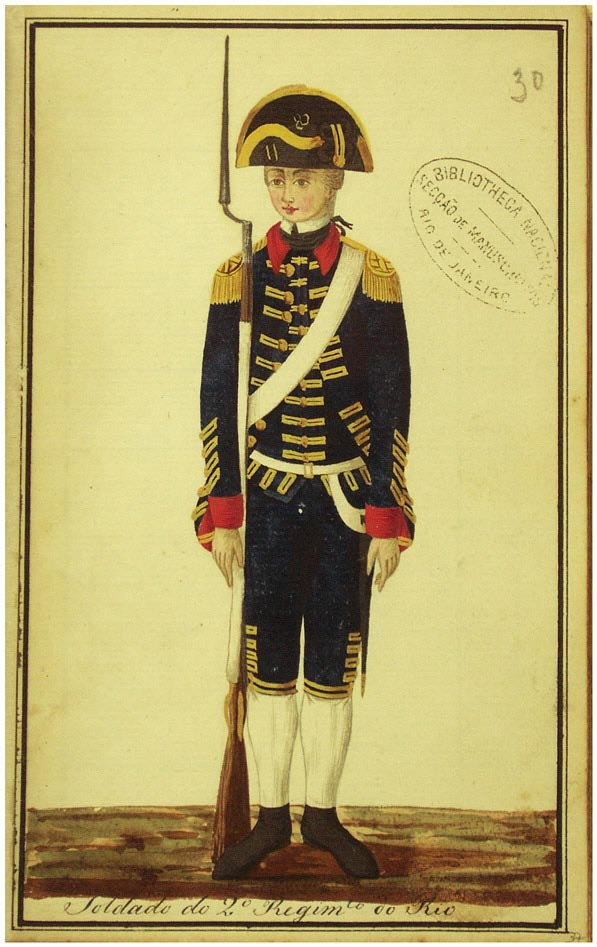

## O contra-ataque espanhol

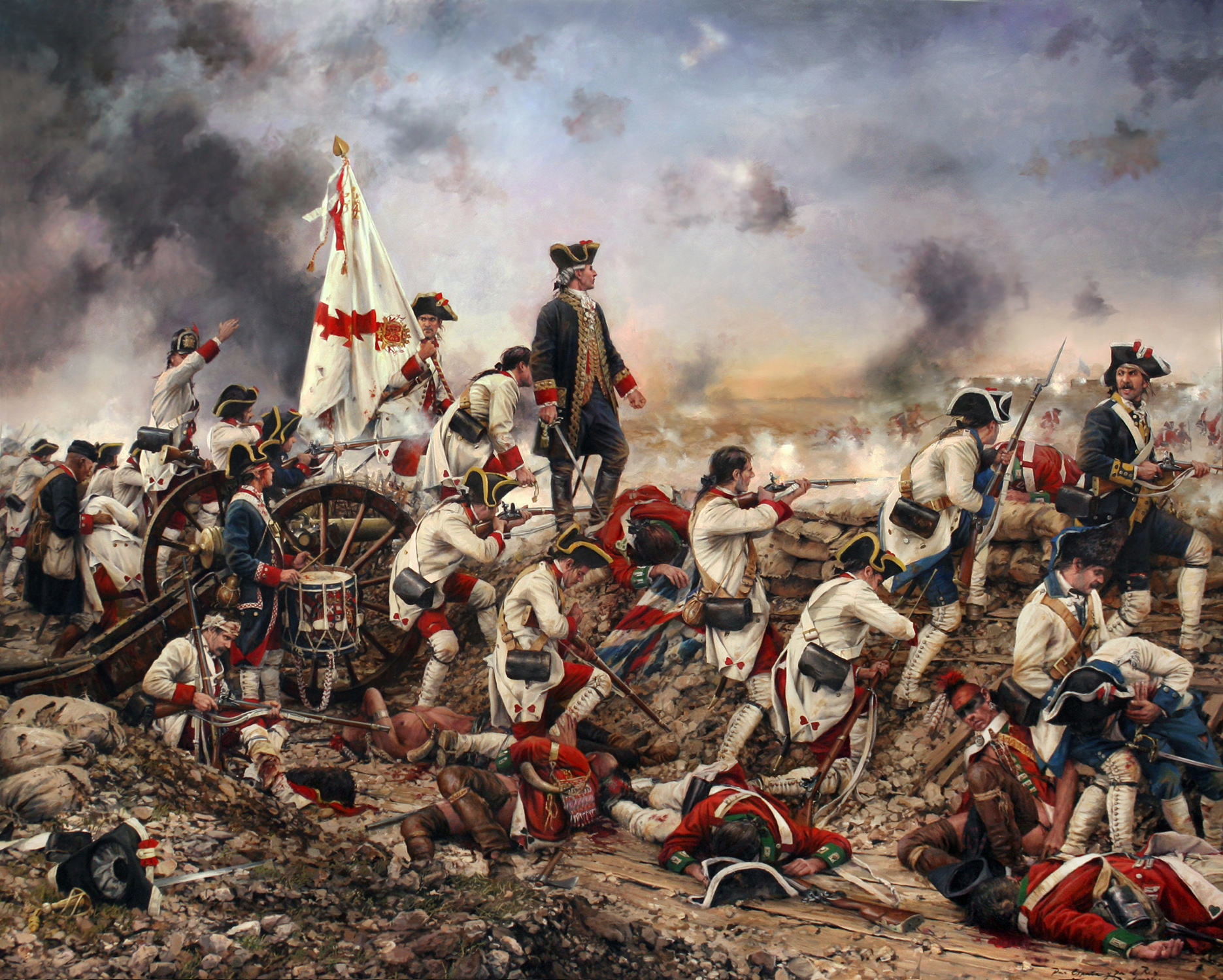
A imagem mostra o exercito espanhol em batalha, no cerco de pensacola, episódio da guerra de independencia dos Estados Unidos, que foi contemporânea da guerra Hispano-Portuguesa.

A resposta do rei espanhol Carlos III foi rápida. Haviam poucas chances de que o antigo aliado de Portugal, a Grã-Bretanha, viesse em seu auxílio, pois esta estava totalmente ocupada com a Guerra de Independência dos Estados Unidos. O rei Carlos III promoveu o governador Pedro Antonio de Cevallos a vice-rei do Río de la Plata e deu-lhe a liderança da expedição. Cevallos já havia provado sua habilidade na sua primeira expedição (1762–1763), quando conquistou a Colônia do Sacramento e marchou para o interior do território português.
Cevallos estava na cidade de Cádis, na Espanha, e organizou pessoalmente a expedição. Contava com 9 000 homens e uma frota de seis navios de guerra (Poderoso, 70 canhões, Santiago la América, 64, San Dámaso, 70, Septentrión, 70, Monarca, 70 e San José, 70) e vários navios de transporte à sua disposição. O comandante da frota era Francisco Javier Everardo Tilly e García de Paredes, marquês de Casa Tilly. A frota deixou Cádis em 20 de novembro e chegou à América do Sul em 18 de fevereiro de 1777, capturando vários navios portugueses no caminho.
Lá eles encontraram a frota portuguesa, comandada pelo inglês MacDouall, que era muito menor e conseguiu escapar.
Cevallos decidiu atacar a ilha de Santa Catarina no dia 23 de fevereiro. Santa Catarina estava protegida por uma força de quase 2 000 homens, dos quais faziam parte tropas de Portugal, do Rio de Janeiro e contingentes locais, mas quando os portugueses viram a formidável frota espanhola desembarcar suas tropas, a guarnição fugiu para o continente sem disparar um tiro. O tenente-coronel Juan Roca foi nomeado governador de Santa Catarina, permanecendo na ilha com uma guarnição de soldados catalães sob o comando do brigadeiro Juan Waughan. Cevallos enviou 3 navios à Espanha para comunicar a notícia. Depois de esperar 10 dias por ventos favoráveis, em 30 de março a frota de zarpou para seu segundo objetivo, o Rio Grande de São Pedro, mas em 31 de março foi dispersada por uma tempestade e teve que seguir rumo a Montevidéu.

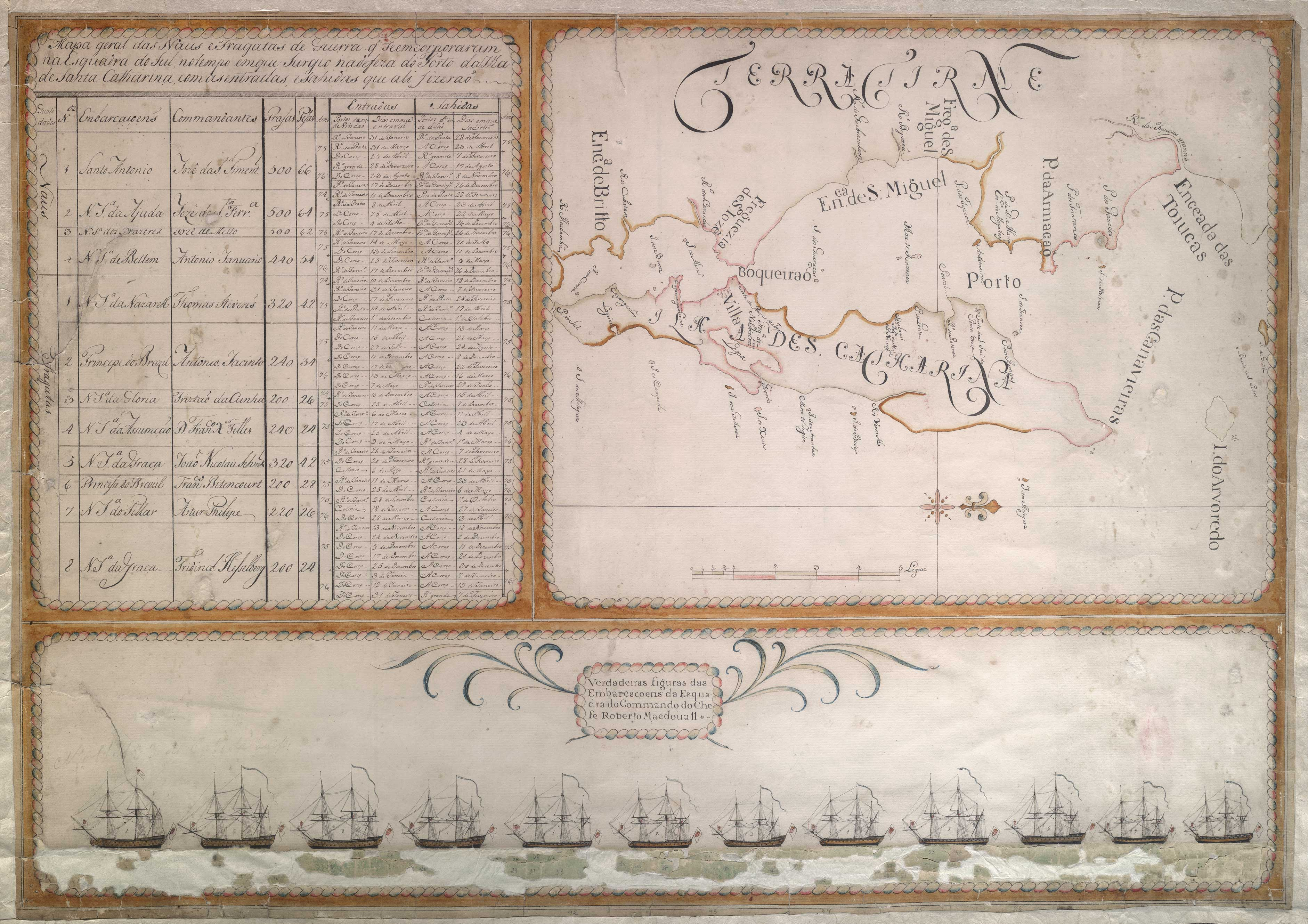
Mapa da Ilha de Santa Catarina, datado de 1777, mostrando a esquadra de Robert MacDouall

Lá ele dividiu suas forças e partiu com toda a artilharia para a Colônia de Sacramento, onde iniciou o cerco em 23 de maio. A cidade rendeu-se em 3 de junho.
O restante da frota foi enviado para encontrar a frota de MacDouall, que ainda era uma ameaça a ser batida. Em 1º de abril, a frota portuguesa partiu do Rio de Janeiro na tentativa de isolar Santa Catarina. Esta frota conseguiu surpreender e capturar, no dia 10 de abril, o navio San Agustín, que passou a se chamar Santo Agostinho. O novo capitão, que também desempenhou um papel importante na captura do navio, foi um inglês a serviço dos portugueses, Arthur Phillip que mais tarde fundaria Port Jackson (Sydney) na Austrália. 

Após a captura de Sacramento, Cevallos marchou com suas tropas em direção ao Rio Grande de São Pedro e juntou forças com as tropas de Juan José Vertiz, que se concentravam em Santa Teresa. Mas logo em seguida foi obrigado a interromper seu avanço, assim que soube que as negociações de paz entre Espanha e Portugal já haviam sido iniciadas. Em 11 de junho de 1777, o rei Carlos III escreveu a Cevallos: 
(...) "Eu já concordei com a Rainha Fidelíssima, minha querida sobrinha, em todo um cessar-fogo que se inicia, é claro, desde a hora em que for recebida esta minha real correspondência, as hostilidades e todo derramamento de sangue estão absolutamente acabados por agora e no futuro".

## A paz

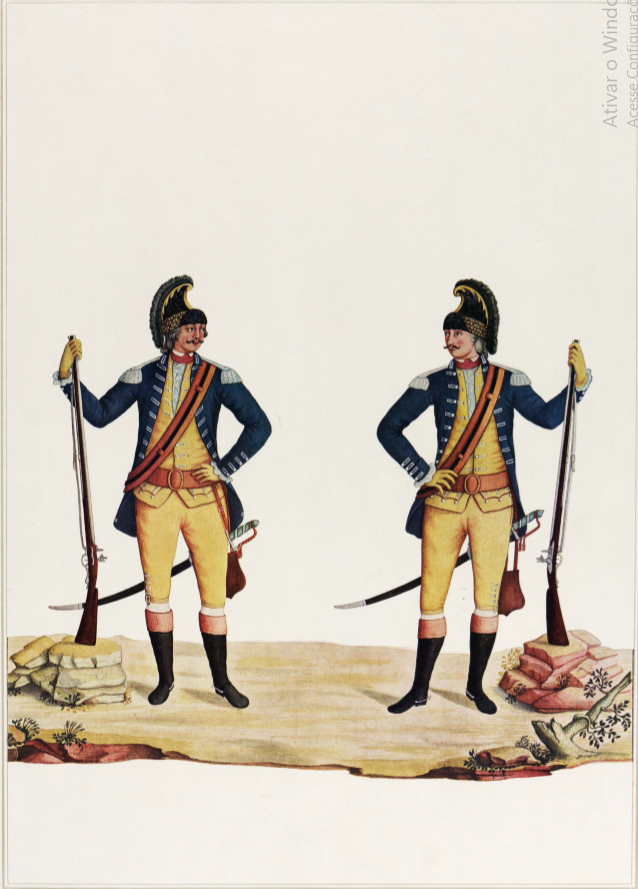
Soldados portugueses do Esquadrão de Dragões da Guarda do Vice-Rei. Obra de Carlos Julião, década de 1770.

Em 24 de fevereiro de 1777 faleceu o rei D. José I. E sua filha e sucessora D. Maria I demitiu o Marquês de Pombal e assinou, em 1 de outubro, o Tratado de Santo Ildefonso com a Espanha.
Pelo tratado a Espanha devolveu a ilha de Santa Catarina a Portugal e reconheceu o Rio Grande de São Pedro como território português, mas manteve a Colônia do Sacramento, o restante da Banda Oriental (Uruguai), e também as Missões Orientais. Em troca, a Espanha reconheceu que os territórios portugueses no Brasil se estendiam muito além da linha que havia sido definida no Tratado de Tordesilhas.
No Tratado de El Pardo, assinado em 11 de março de 1778, a Espanha conquistou a Guiné Espanhola (Guiné Equatorial ), que seria administrada a partir de Buenos Aires de 1778 a 1810.

## Consequências
Uma das consequências da guerra foi que os portugueses permaneceram neutros quando a Guerra da Independência dos Estados Unidos se tornou uma guerra global com a entrada dos franceses em 1778 e dos espanhóis em 1779. Os portugueses estavam ligados aos britânicos por tratado, mas decepcionados com o falta de apoio britânico contra a Espanha, Portugal não entrou nessa guerra. Em vez disso, Portugal juntou-se à Primeira Liga da Neutralidade Armada em 1781, para resistir às apreensões britânicas de carga de navios neutros. 